# Gundekar II
Gundekar II (né le 10 août 1019, mort le 2 août 1075 à Eichstätt) est évêque d'Eichstätt de 1057 à sa mort. Il est vénéré comme bienheureux, mais il n'y a jamais eu de béatification officielle.

## Biographie
Son père s'appelle Reginher, sa mère Irmingart, sa sœur Touta. Rien de fiable ne peut en dire sur ses origines. Cependant, il est lié à l'archevêque Sigefroi Ier de Mayence (1060-1084), de sorte qu'on peut supposer que Gundekar fait partie d'une famille noble du Rhin moyen. Un autre membre de la famille est Egilbert de Passau (1045-1065), ancien aumônier de la cour de l'impératrice Agnès de Poitiers, épouse du roi Henri III.
On ignore quand et comment le jeune Gundekar est arrivé à Eichstätt. En tout cas, il vit déjà ici dans son enfance, est éduqué ici et à une date inconnue, membre du chapitre de la cathédrale. En 1045, il est nommé par la reine Agnès, successeur d'Egilbert, aumônier de la cour, et quitte Eichstätt. Dans les années suivantes, il appartient, pour ainsi dire, à la famille royale et entre en contact avec les autres aumôniers de la cour, principalement des évêques, qui administrent souvent la Chancellerie du Reich ; avec certains, il a des amitiés étroites plus tard. Au côté de l'impératrice, il connaît la mort prématurée d'Henri III le 5 octobre 1056. Le 20 août 1057, il est nommé par ordre de l'impératrice dans le Pfalz de Tribur, évêque d'Eichstätt, et investi le 5 octobre 1057 à Spire en présence de 14 évêques impériaux. L'intronisation à Eichstätt a lieu le 17 octobre 1057. L'ordination épiscopale a lieu le 27 décembre 1057 dans le Pfalz de Bodfeld (de).
Autrefois au service des affaires impériales, il se concentre en tant qu'évêque sur l'activité spirituelle. Il condense le réseau de paroisses et fait construire des églises partout ; 101 de ses 126 consécrations ont lieu dans son propre diocèse, dans le comté de Hirschberg, à Weissenburg, à Pleinfeld, à Ornbau, à Wassertrüdingen, à Pappenheim, à Berching et dans le village actuel de Holnstein, dans la région de Herrieden et dans le paysage au sud de la Pegnitz et dans les environs d'Altdorf bei Nürnberg. En dehors du diocèse, il fait des consécrations dans les diocèses d'Augsbourg, Wurtzbourg et Freising. Ce vaste développement de la structure paroissiale et la construction des églises en style roman et, par conséquent, pour la première fois, d'une architecture de pierre cohérente, ne sont l'œuvre que d'églises propriétaires, notamment en raison de l'engagement possible des propriétaires respectifs, seules quelques églises autonomes épiscopales ayant le seul droit d'occupation par l'évêque. À Eichstätt même, la cathédrale, partiellement restaurée, est reconstruite et consacrée à nouveau en 1060. Deux ans plus tard, il peut consacrer la chapelle Saint-Jean, ajoutée au sud de la cathédrale, et deux ans plus tard, la crypte orientale.
Le contact avec la cour impériale n'est pas complètement abandonné par Gundekar. En 1059, il est à un Hoftag à Spire. En 1061, il participe, probablement à l'invitation de l'impératrice douairière Agnès, à la consécration du chœur oriental de cathédrale de Spire. Appelé à l'aide par Henri IV pour sa campagne contre les Saxons, Gundekar se dirige vers le nord et reste dans le camp de Breitenbach, près de Fulda. Pendant son épiscopat, trois chanoines d'Eichstätt deviennent évêques impériaux. Dans les différends sur l'investiture, Gundekar se comporte toutefois de manière neutre. Il renonce à toute influence sur les politiques impériale et de l'église.
Gundekar est enterré dans la chapelle Saint-Jean. Bientôt la vénération de l'évêque mort, considéré comme « bienheureux », commence, même s'il n'y avait jamais eu de processus officiel de béatification. En 1309, ses os sont mis dans un sarcophage en pierre, ajouté en 1808 dans la cathédrale et, depuis 1975, dans la chapelle Saint-Jean.

## Pontifical de Gundekar II
En 1072, Gundekar remet à sa cathédrale un manuscrit magnifiquement décoré, une anthologie de 204 feuilles, qui est étendue par Gundekar sur 257 feuilles. 110 feuilles forment un pontifical, une compilation des sacrements, ordonnances et bénédictions à donner par l'évêque du "pontifex". Il montre également que Gundekar est un partisan de la réforme de l'église, car elle accorde une valeur particulière à la médiation valable du salut sacramentel. Selon le calendrier suit un rituel, une compilation de bénédictions, incantations et prières. Le tout est constitué de pages avec des entrées historiques depuis la fondation du diocèse par Willibald précédées de peintures miniatures complétées par ses successeurs jusqu'en 1697 avec un total de 19 suites intégrées avec les vœux épiscopaux et les évêques en peinture miniature. L'original est conservé dans les archives diocésaines ; une réimpression annotée de pages importantes est faite en 1987 en 380 exemplaires.